# Baardegem
Baardegem belga település a flandriai Kelet-Flandria tartományban, Aalst körzetben található, közigazgatásilag Aalst városának része. A település területe 6,20 km², aminek nagy része mezőgazdasági művelés alatt van. Baardegemben szinte nincs ipari létesítmény, a kb. 1900 fős lakosság nagy része a mezőgazdasági szektorban dolgozik.

## Története
A falu neve a germán "Bardingaheim"-re vezethető vissza, amely lényegében egy személynév (Bardo), egy többes képző (inga) valamint egy helyhatározó (heim) összevonásából származik, és Bardo leszármazottainak lakhelyét jelöli. Baardegem, a szomszédos Meldert faluval együtt a Karolingok birodalmának része volt, a Pagus Bracbantensis-hez tartozott, majd később is a Brabanti Hercegség birtoka volt. Első említése írásos dokumentumban 1189-ből származik, akkor a germán név romanizált változatát, "Bardengien"-t használtak. Ebben az évben adományozta Roger, cambrai püspöke, Meldert és Baardegem egyházközségeket az affligemi apátsághoz csatolta. A falvak környékén két másik apátság, a dendermondei Zwijveke apátság és az aalsti Ten Rozen apátság birtokolták a földek nagy részét.
A történelem során Baardegem általában osztozott a szomszédos nagybárosok, Aalst és Asse sorsában, ennek megfelelően a 16. század során többször leégett a németalföldi felkelők és a spanyol helytartó katonáinak küzdelmei során. 1689-ben francia csapatok foglalták el és égették fel a települést. 1743-ban itt született Jan French Vonck (megh. Lille, 1792), aki Henry Van der Noot-al együtt a brabanti felkelés és a Belga Egyesült Államok létrehozásának vezéralakja volt.
Érdekesség, hogy két másik szomszédos falu, Herdersem és Moorsel, amelyek Baardegemmel és Melderttel együtt 1986-ban megalakították a "Faluintjesgemeenten" faluszövetséget, a Flamand Grófsághoz tartoztak.
Baardegem 1818. április 29-én kapta címerét. A címer eredete nem ismert, de kialakítása mindenképpen a mezőgazdaság helyi jelentőségére utal, hiszen egy földművest ábrázol, aki három búzakalász tart a kezében. Másik kezében egy zászlót tart, amely egy oroszlánt ábrázol. Amikor a falu a címert kérvényezte, a heraldikai tanács döntésében úgy határozott, hogy a zászló színei kék alapon arany oroszlán. Ezek akkoriban Hollandia színei voltak és amikor 1830-ban Belgium elnyerte függetlenségét, a színeket nem változtatták meg. Valószínű, hogy a falu viszont sárga alapon fekete oroszlánt szeretett volna a címerben látni (Flandria címeréhez hasonlóan).
A címer leírása: „ezüst alapon földműves, jobb kezében a Hollandia oroszlánját ábrázoló zászlóval, bal kézben három búzakalász, természetes színeikben”.

### Faluintjesgemeenten
A Faluintjesgemeenten szövetség 1986. augusztus 21-én alakult meg a herdersemi Fons Dierickx kezdeményezésére, hogy a Moorsel faluban működő Morcelle hagyományőrző egyesület tevékenységét mind a négy falura kiterjesszék. Maga a név a francia falourde szóból származik, amely faköteget, rőzsenyalábot jelent. Az egyesület célja a környék kulturális örökségének felkutatása, a hagyományok megőrzése, ehhez kapcsolódó kiállítások, konferenciák és egyéb események megszervezése. Az egyesület másik fő tevékenységi területe a négy település területén található értékes régi épületek megóvása, ennek keretén belül felújították Herdersem és Moorsel városházi épületét, számos épület műemléki besorolását kezdeményezték, valamint tanácsadói szerepet töltöttek be a helyi és tartományi kormányzat mellett.
Az egyesületnek ma 1256 tagja van. 1988-tól az egyesület negyedévente jelenteti meg hírlevelét és legjelentősebb rendezvénye a minden évben augusztusban megtartott Faubourgjaarmarkt.

## Látnivalók
A falu legjelentősebb látnivalója a 13. századi, román stílusú St. Margaretakerk templom() (1942-től műemlék), a 18. sz.-i barokk parókia() (2003-ban kapott műemléki védelmet), valamint számos, a 16-19. sz. során épült tanya, mint például a Hof ter Linden (régebben Jezuïetenhof) és a Zwanennesthoeve.
A faluban állt a Knoteik nevű tölgyfa(), amely környékével együtt 1990-ben műemléki besorolást kapott, de 1994-ben villámcsapás következtében leégett.

## A falu szülöttei
- Jan Frans Vonck (1743. november 29. – 1792. december 1.), az 1789-es brabanti felkelés egyik vezetője és a Belga Egyesült Államok alapítója.
- Hans Bourlon (1962. március 13. –) flamand médiaszereplő, a Studio 100 vezetője.